# Peral (Proença-a-Nova)
Peral ist ein Ort und eine ehemalige Gemeinde (Freguesia) im portugiesischen Kreis Proença-a-Nova. Die Gemeinde hatte 676 Einwohner (Stand 30. Juni 2011).
Am 29. September 2013 wurden die Gemeinden Peral und Proença-a-Nova zur neuen Gemeinde União das Freguesias de Proença-a-Nova e Peral zusammengeschlossen.